# Julian Gray
Pour les articles homonymes, voir Gray.
Julian Raymond Marvin Gray, couramment appelé Julian Gray, est un footballeur anglais, né le 21 septembre 1979 à Lewisham, Londres, Angleterre. Évoluant au poste d'ailier gauche ou milieu gauche, il est principalement connu pour ses saisons à Birmingham City, Crystal Palace, Coventry City, Famagouste et Walsall.